# Composizione (Breddo)
Composizione è un dipinto di Gastone Breddo. Eseguito nel 1953, appartiene alle collezioni d'arte della Fondazione Cariplo.

## Descrizione
Si tratta di una scena d'interno dalla composizione insolita e dalle pennellate taglianti; gli oggetti sembrano non trovare una collocazione spaziale precisa, affiorando appena dalla luce, come evocati.

## Storia
Il dipinto, realizzato nel 1953, concorse quello stesso anno al Premio Michetti, aggiudicandosi il premio acquisto da parte della Fondazione Cariplo.